# Rue des Favorites
La rue des Favorites est une voie du 15e arrondissement de Paris, en France.

## Situation et accès

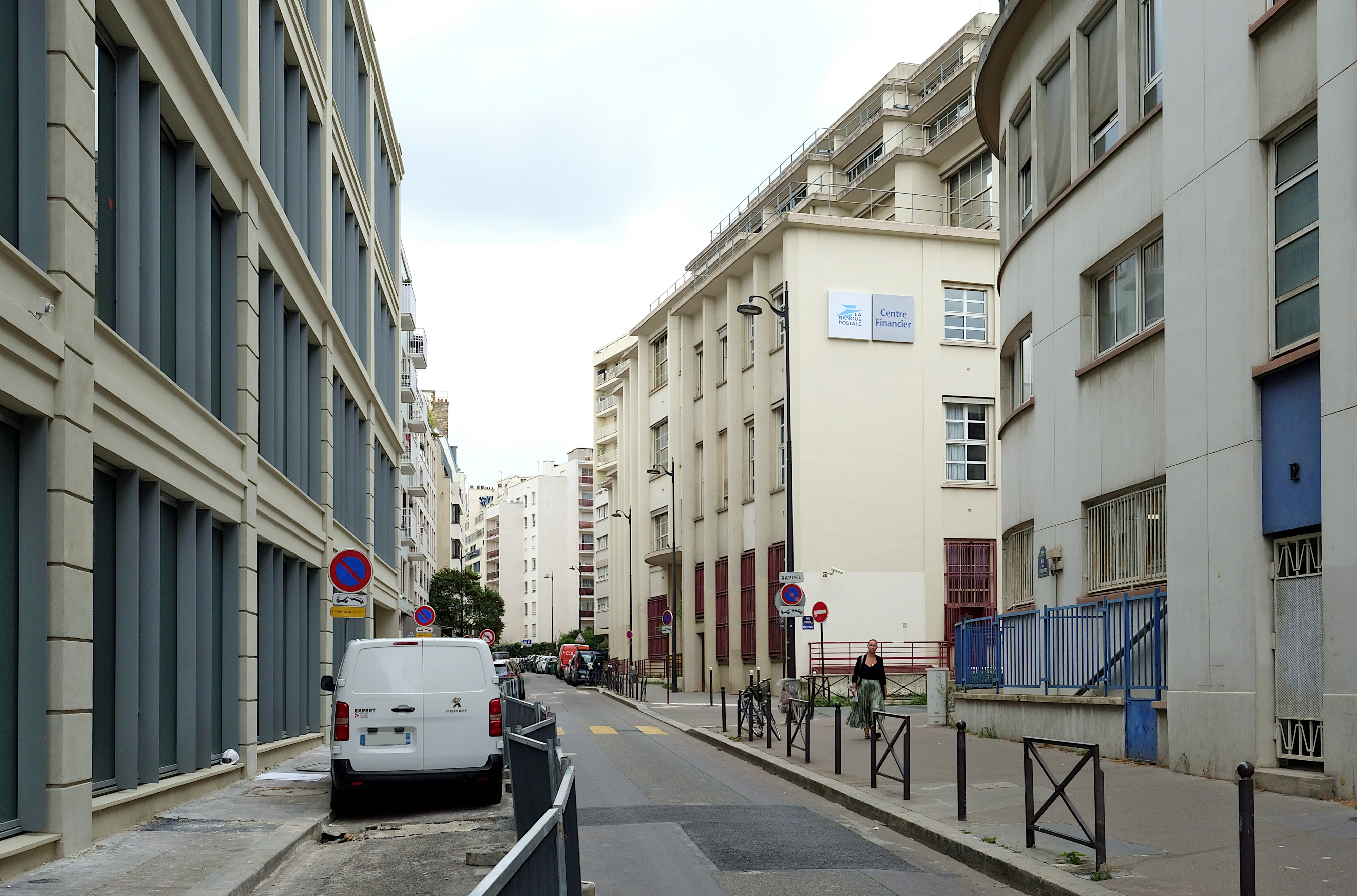
La rue des Favorites en 2024.

Elle débute 273, rue de Vaugirard et se termine Place d'Alleray et 48, rue Paul-Barruel.
La rue des Favorites est desservie par la ligne 12 à la station Vaugirard.

## Origine du nom
Ce nom est dû à celui qui était donné, en 1838, aux voitures omnibus hippomobiles dites Favorites, de la société du même nom,, cette voie lui servant alors de dépôt. Le dépôt se trouvait sur un terrain délimité par les « rues des Favorites », Sainte-Félicité, et de la Procession, et abritait jusqu'à 780 chevaux en 1899,.
La compagnie Favorites desservait, en 1838, quatre lignes dans Paris :
1. de la rue Lafayette à l'école de médecine,
2. de la rue des Martyrs aux Gobelins,
3. de la barrière Saint-Denis à la barrière d'Enfer,
4. des Bains Tivoli à la barrière de Sèvres.

## Historique
Cette voie est indiquée sur le plan cadastral de 1812 de l'ancienne commune de Vaugirard en tant que « cul-de-sac ».
La rue emprunte des tracés viaires anciens : 
La partie comprise entre les rues de Vaugirard et La Quintinie était la « ruelle Saint-Alexandre » au milieu du XIXe siècle. 
- La portion entre les rues La Quintinie et Gager-Gabillot a porté la forme et le nom d'« impasse Saint-Pierre[7] » à la même époque.

Classée dans la voirie parisienne en vertu d'un décret du 23 mai 1863, ces deux impasses sont réunies sous la dénomination de « passage des Favorites ».
Ce passage est prolongé par un décret du 21 mai 1925 jusqu'à la place d'Alleray, puis élargi et transformé à partir de 1925. Devenue une rue cette voie prend alors la dénomination de « rue des Favorites » par un arrêté du 31 août 1927.
Après avoir porté le nom de « passage des Favorites », elle est la « rue des Favorites » depuis 1927, du fait qu'elle longeait et donnait l'accès à l'ancien dépôt de la ligne privée d'omnibus des Favorites.
Sur pétition des habitants de la rue, croyant que leur adresse était une référence aux maîtresses royales, et au moment où le conseil municipal voulait honorer la mémoire de l'ancien maire du 15e arrondissement Paul Barruel, la rue des Favorites prit furtivement le nom de l'édile en 1932, le temps que la Commission du Vieux Paris se saisisse de l'affaire et apporte les explications sur l'origine de l'odonyme. Le nom de Paul Barruel fut finalement attribué à la rue presque parallèle qui prolonge la rue Cambronne et qu'on venait alors d'ouvrir, à travers le dépôt justement.

## Bâtiments remarquables et lieux de mémoire
- No 6 : de 1938 à 1959, domicile l'écrivain Samuel Beckett et sa compagne, Suzanne Dechevaux-Dumesnil, dans un petit studio où furent écrites notamment la trilogie Molloy, Malone meurt et L'Innommable, ainsi que la pièce En attendant Godot, avant que le succès de cette dernière ne permette au couple de déménager au no 38, boulevard Saint-Jacques[9],[10]. Beckett et sa compagne y furent actifs dans la Résistance au sein du réseau Gloria durant les années de guerre[réf. nécessaire].
- No 12 : emplacement de l'imprimerie G. de Malherbe et Cie[11].
- Nos 22-24 : emplacement des ateliers de construction d'aérostats d'Henri Lachambre[12]
- No 25 : siège de la Société hydrotechnique de France.
- No 32 : le peintre espagnol Tito Livio de Madrazo y vécut lors de son arrivée à Paris en 1923.